# Кубок Союзної Республіки Югославія з футболу
Ку́бок Союзної Республіки Югославія з футбо́лу (серб. Куп СР Југославије у фудбалу) — національний кубковий турнір, що проходив з 1992 по 2002 роки у Союзній Республіці Югославія. Другий за значимістю футбольний турнір країни, переможець якого брав участь у черговому розіграші європейського Кубка володарів кубків УЄФА, а після його скасування у 1999 році — у Кубку УЄФА. Проводився за олімпійською системою з вибуванням

## Фінали
| Рік  | Переможець              | Рахунок                    | Фіналіст                |
| ---- | ----------------------- | -------------------------- | ----------------------- |
| 1992 | Партизан (Белград)      | 1 — 0, 2 — 2               | Црвена Звезда (Белград) |
| 1993 | Црвена Звезда (Белград) | 0 — 1, 1 — 0 (5-4 по пен.) | Партизан (Белград)      |
| 1994 | Партизан (Белград)      | 3 — 2, 6 — 1               | Спартак (Суботиця)      |
| 1995 | Црвена Звезда (Белград) | 4 — 0, 0 — 0               | Обилич (Белград)        |
| 1996 | Црвена Звезда (Белград) | 3 — 0, 3 — 1               | Партизан (Белград)      |
| 1997 | Црвена Звезда (Белград) | 0 — 0, 1 — 0               | Войводина (Нови Сад)    |
| 1998 | Партизан (Белград)      | 0 — 0, 2 — 0               | Обилич (Белград)        |
| 1999 | Црвена Звезда (Белград) | 4 — 2                      | Партизан (Белград)      |
| 2000 | Црвена Звезда (Белград) | 4 — 0                      | Напредак (Крушевац)     |
| 2001 | Партизан (Белград)      | 1 — 0                      | Црвена Звезда (Белград) |
| 2002 | Црвена Звезда (Белград) | 1 — 0                      | Сартід (Смедерево)      |

## Переможці
- Црвена Звезда — 7
1993, 1995, 1996, 1997, 1999, 2000, 2002.
- Партизан — 4
1992, 1994, 1998, 2001.